# Mecanografía

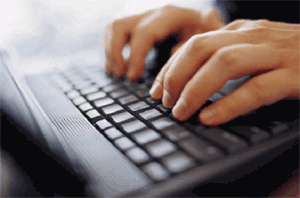
Persona escribiendo en el teclado de una computadora portátil.

La mecanografía (del griego μηχανή mechané): 'mecánico, máquina', y γραφή (grafé): 'escritura, dibujo') es el proceso de introducir texto o caracteres alfanuméricos en un dispositivo por medio de un teclado como los que poseen las máquinas de escribir, las computadoras y las calculadoras.

## Historia
El vocablo se acuñó cuando se empezó a utilizar las primeras máquinas de escribir. Con el avance de la tecnología se han desarrollado otros métodos para realizar dicha tarea, al mismo tiempo que se facilita su labor. Algunos de estos mecanismos son los punteros o apuntadores, los ratones y el reconocimiento de voz.
Debido a estos cambios y al consecuente menor uso de las máquinas de escribir (mecánicas) propiamente dichas así como de sus sucesoras eléctricas, así como de las híbridas denominadas «procesadoras de palabras» (quasicomputadoras), el vocablo ha quedado obsoleto.[cita requerida] Un sinónimo es dactilografía, que se usa en francés (dactilographie) en portugués: (datilografia) y en italiano (dattilografia). Entre otros, lo emplea el laureado con el Premio Nobel de Literatura de 2010 Mario Vargas Llosa.
En la actualidad, en lengua española, se utilizan los términos «mecanógrafo» y «mecanógrafa» para denominar a personas con conocimientos de mecanografía, es decir que, con soltura (a alta velocidad, sin necesidad de mirar el teclado) son capaces de introducir texto en una máquina de escribir. Además la mecanografía es una asignatura que por lo general suele impartirse a jóvenes que cursan la secundaria. En algunas escuelas esta disciplina incluye taquigrafía: taquimecanografía. Entre otros ejercicios que se realizan en la clase («taller») de mecanografía, se emprenden prácticas de tres quintetos, hojas enteras, etc.

## Palabras por minuto
Las palabras por minuto (PPM) es una medida de la velocidad de escritura, comúnmente utilizada en el reclutamiento para ciertos trabajos como transcripción de audios o textos. El propósito de las PPM, una palabra se estandariza en cinco caracteres o pulsaciones de teclas. Por lo tanto, "árbol" cuenta como una palabra, pero "achichinar" cuenta como dos.
Los beneficios de una medición estandarizada de la velocidad de entrada permite la comparación entre idiomas y límites de hardware. La velocidad de un operador que habla afrikáans en Ciudad del Cabo se puede comparar con la de un operador que habla francés en París.
Hoy en día, incluso el chino escrito se puede escribir muy rápidamente usando la combinación de un sistema de predicción de software y escribiendo sus sonidos en pinyin. Tal software de predicción incluso permite escribir formas abreviadas mientras produce caracteres completos. Por ejemplo, la frase "nǐ chīle ma" (你吃了吗) que significa "¿Ya comiste?" se puede escribir con solo 4 trazos: "nclm".

## Técnicas

Posición home row

### Touch typing
Mecanografía al tacto (también llamado escritura a ciegas o Touch typing, en inglés) es un estilo de escritura con el teclado. Aunque la frase se refiere a escribir sin usar el sentido de la vista para encontrar las teclas, específicamente, un mecanógrafo que lo use, sabrá su ubicación en el teclado a través de la memoria muscular, el término se usa a menudo para referirse a una forma específica. El touch typing que consiste en colocar los ocho dedos en una fila horizontal a lo largo del medio del teclado (el home row, en inglés) y hacer que alcancen otras teclas específicas (bajo este uso, los mecanógrafos que no miran el teclado pero no usan fila de inicio se conocen como mecanógrafos híbridos). Se puede utilizar tanto dos manos como una sola.
Se hace colocando las manos sobre la fila a, s, d, f, g, h, j, k, l, ñ, de manera que, respectivamente, los dedos meñiques se dirijan a las teclas de las letras "a" y "ñ", los anulares, a las "s" y "l", los cordiales o medios a las "d" y "k", y los índices que abarquen las teclas "f-g" y "h-j", utilizando siempre los dedos pulgares o «gordos» para la tecla grande de «espaciador» o barra espaciadora. Similarmente se procede en las otras filas de letras. Esto facilita el acceso prácticamente a todo el teclado con leves movimientos de manos.

### Dos dedos
Escribir con dos dedos es una forma común de escribir en la que el mecanógrafo presiona cada tecla individualmente. En lugar de confiar en la posición memorizada de las teclas, el mecanógrafo debe encontrar cada tecla a simple vista (o bien memorizarlas). Aunque se puede lograr una buena precisión, el uso de este método también puede evitar que el mecanógrafo pueda ver lo que se ha escrito sin apartar la mirada de las teclas, y es posible que los errores de escritura no se perciban de inmediato. Debido a que solo se usan unos pocos dedos en esta técnica, esto también significa que los dedos se ven obligados a moverse una distancia mucho mayor.

### Con pulgares
Una tendencia de finales del siglo XX en la mecanografía, que se usa principalmente con dispositivos con teclados pequeños (como PDA y teléfonos inteligentes), es la escritura con el pulgar o con el pulgar. Esto se puede lograr usando solo un pulgar o ambos pulgares, y los mecanógrafos más competentes alcanzan velocidades de 100 palabras por minuto. Al igual que los teclados de escritorio y los dispositivos de entrada, si un usuario abusa de las teclas que necesitan presionar con fuerza y/o tienen diseños pequeños y poco ergonómicos, podría causar tendinitis en el pulgar u otra lesión por esfuerzo repetitivo.

### Sin método
Hay muchos estilos de escritura idiosincrásicos entre usar los dos dedos al estilo novato y la escritura "touch typing". Por ejemplo, muchos mecanógrafos de dos dedos tienen memorizada la distribución del teclado y pueden escribir mientras enfocan su mirada en la pantalla. Algunos usan solo dos dedos, mientras que otros usan de 3 a 6 dedos. Algunos usan sus dedos de manera muy consistente, con el mismo dedo para escribir el mismo carácter cada vez, mientras que otros varían la forma en que usan sus dedos.
Un estudio que examinó a 30 sujetos, de diferentes estilos y experiencia, encontró una diferencia mínima en la velocidad de escritura entre los mecanógrafos que usaban "touch typing" y los mecanógrafos híbridos autodidactas. Según el estudio, "El número de dedos no determina la velocidad de escritura... Se descubrió que las personas que utilizan estrategias de mecanografía autodidactas son tan rápidas como los mecanógrafos capacitados... en lugar de la cantidad de dedos, hay otros factores que predicen la velocidad de mecanografía... los mecanógrafos rápidos... mantienen las manos fijas en una posición, en lugar de moverlos sobre el teclado, y usar el mismo dedo de manera más consistente para escribir una letra determinada". Para citar a la candidata a doctorado Anna Feit: "Nos sorprendió observar que las personas que tomaron un curso de mecanografía se desempeñaron a una velocidad y precisión promedio similares a las que se enseñaron a escribir por sí mismos y solo usaron 6 dedos en promedio".

## Programas de mecanografía
Existen varios métodos virtuales para aprender a mecanografiar mediante digitación veloz y precisa al tacto, y muy variadas aplicaciones de escritorio y aplicaciones web.